# Municipio de Rockingham
El municipio de Rockingham (en inglés: Rockingham Township) es un municipio ubicado en el  condado de Richmond en el estado estadounidense de Carolina del Norte. En el año 2010 tenía una población de 15.745 habitantes.

## Geografía
El municipio de Rockingham se encuentra ubicado en las coordenadas 34°56′54.55″N 79°45′45.2″O / 34.9484861, -79.762556.